# Zaj
Zaj fue un grupo musical de vanguardia español, creado en el año 1964 por los compositores españoles Juan Hidalgo y Ramón Barce, y por el compositor italiano Walter Marchetti. Aunque se barajó la teoría de que su nombre se debe a la inversión de la palabra jazz, en realidad zaj supone la combinación de tres fonemas característicos del castellano.

## Historia
Zaj se dedicó sobre todo al desarrollo de las músicas de acción. Su gestación, en Milán, entre 1959 y 1963, tiene una importante influencia del neodadaísmo y del zen, así como del pensamiento del compositor estadounidense John Cage, a quien Juan Hidalgo y Walter Marchetti conocieron en Darmstadt en el año 1958. También se ha vinculado la actividad de zaj a la del grupo internacional Fluxus; y, aunque existen evidentes paralelismos y similitudes, no podemos negar la originalidad de las propuestas zaj.
Cuando Hidalgo y Marchetti se establecen en España a partir de 1960, entran en juego una serie de circunstancias que propician el nacimiento del grupo. El impulso vanguardista que se da en este momento afecta tanto a la música como a la literatura y las artes plásticas, cuyas iniciativas entran en contacto.
El grupo zaj nació como un movimiento musical, pero en él participaron poetas, pintores, escultores y performers. Entre 1965 y 1967, zaj se diversificó; compositores como Tomás Marco o artistas plásticos como Martín Chirino colaboraron con el grupo, que se dedicó sobre todo a lo que ellos mismos denominan un nuevo «teatro musical», en el que el sonido quedaba relegado a un segundo plano, para dar más importancia a los gestos y la producción de objetos. La poesía visual, el mail-art, el happening, la performance, y los libros de artista son algunos de los géneros cultivados por zaj. En 1966 se incorpora el proyecto el poeta y diplomático José Luis Castillejo, con acaso el proyecto lírico-plástico más ambicioso del grupo. En ese mismo año publica La caída del avión en el terreno baldío (1966) es una autobiografía ficticia expresada a través de citas, textos, palabras sueltas, poemas visuales, frases que denuncian un determinado orden y destruyen la sintaxis oficial. Más tarde, en contra de la experimentación de la época el artista defenderá una nueva escritura alejada de la palabra hablada, la música, la pintura, el dibujo, la caligrafía, y concluyendo con el signo desnudo, pero escrito.
En 1967 tienen una apoteósica actuación en el teatro Infanta Beatriz de Madrid; sólo podrán realizar una de las siete actuaciones previstas, debido al escándalo que supuso el estreno. El público madrileño no estaba acostumbrado a que un intérprete musical se comiera una manzana como única participación en un concierto.
En ese mismo año se incorporó al grupo la performer Esther Ferrer.Entre 1967 y 1972 el grupo se reduce; en 1972 zaj participa en los Encuentros de Pamplona, tras los cuales deciden realizar sus actividades fuera de España, debido a las presiones e incomodidades del régimen franquista. Desde ese año, zaj será de nuevo un grupo circunscrito a tres personas: Juan Hidalgo, Walter Marchetti, y Esther Ferrer. El grupo prolongará su existencia y sus actividades hasta 1996, año en que el Museo Reina Sofía realiza una retrospectiva de su producción.
En el día de hoy, hablar de zaj es seguir hablando de los límites del arte musical, y de las delicadas líneas que separan un arte de otro.